# Centre Democràtic Social / Partit Popular (Portugal)
El Centre Democràtic Social / Partit Popular de Portugal (Centro Democrático Social / Partido Popular en portuguès) és un partit polític de caràcter demòcrata cristià i conservador. També està obert als liberals clàssics.
Fou fundat el 19 de juliol de 1974 per Diogo Freitas do Amaral, Adelino Amaro da Costa, Basílio Horta, Vítor Sá Machado, Valentim Xavier Pintado, Joao Morais Leitao e Joao Porto.
El partit ha format part de diversos governs des del 1976. Primer amb el PS, després amb l'Aliança Democràtica de 1983 a 1985. A les eleccions de 1987 el Partit Socialdemòcrata va guanyar la majoria absoluta amb un 50,2% dels vots i 148 escons absorbint massivament vot del CDS, que va quedar reduït a la mínima expressió.
Va formar govern per darrera vegada amb el PSD entre 2002 i 2005. El candidat a les eleccions legislatives de 2009 fou Paulo Portas, que fou ministre anteriorment en el govern del centrista José Manuel Durão Barroso.